# Präsident-Kennedy-Platz
Der Präsident-Kennedy-Platz  ist ein kleiner Platz in Bremen im Stadtteil Mitte, Ortsteil Bahnhofsvorstadt, benannt nach dem amerikanischen Präsidenten John F. Kennedy.

## Name

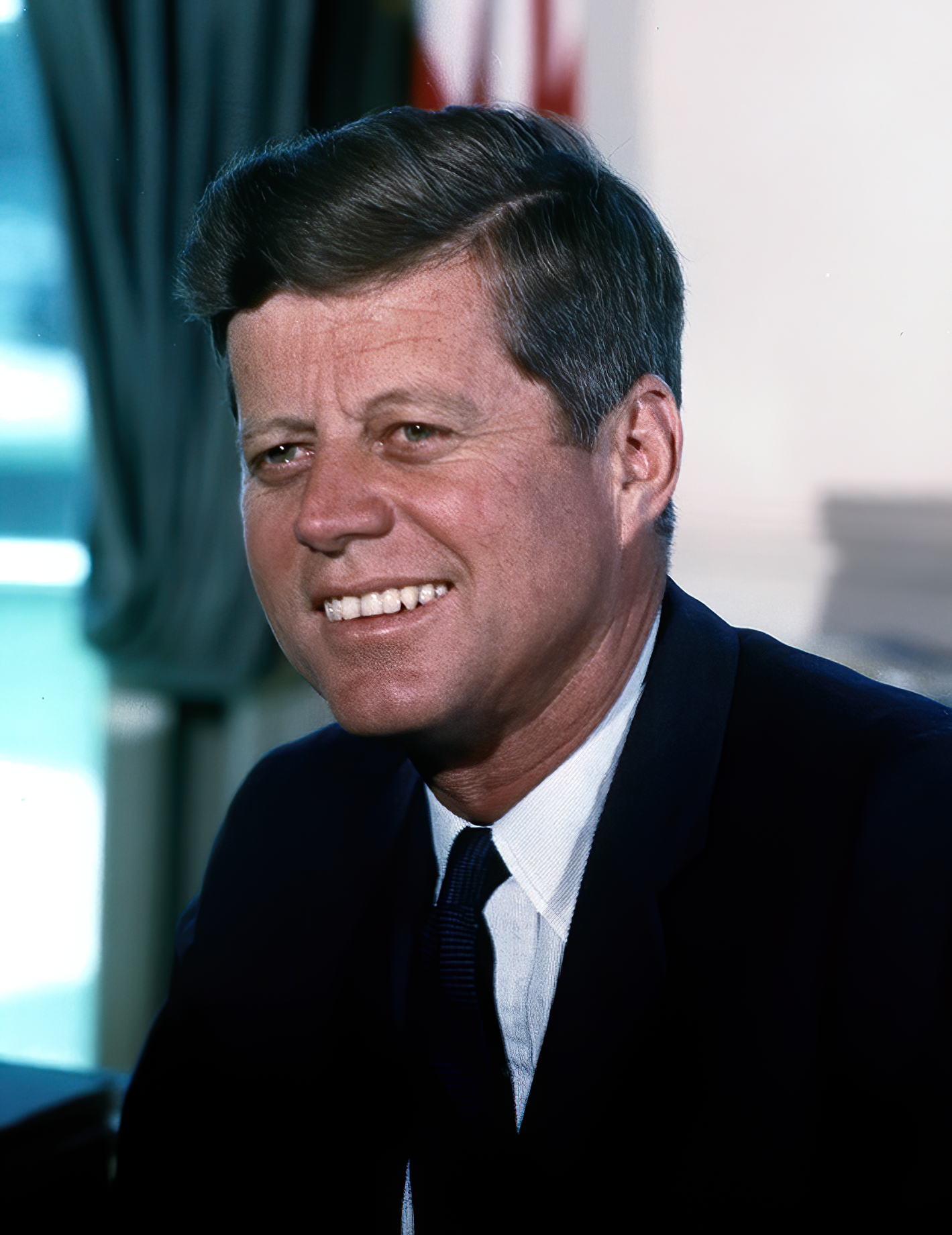
John F. Kennedy

Der Platz trägt nach 1963 den Namen des 35. Präsidenten der Vereinigten Staaten John F. Kennedy (JFK) (1917–1963). Er war in der Zeit des Kalten Krieges nur zwei Jahre von 1961 bis 1963 Präsident der Vereinigten Staaten. Der in Deutschland populäre Politiker (Demokratische Partei) wurde 1963 in Dallas ermordet. Berühmt war nach dem Bau der Berliner Mauer Kennedys Rede vor dem Rathaus Schöneberg am 26. Juni 1963 vor rund 1,5 Millionen Menschen. An der Seite des Regierenden Bürgermeisters Willy Brandt (SPD) endete Kennedy mit dem Schlusswort: „Ich bin ein Berliner“.
Nach Kennedy wurden im deutschsprachigen Raum weitere Plätze benannt in Augsburg, Berlin, Braunschweig, Dachau, Darmstadt, Essen, Gelsenkirchen und Kaiserslautern.

## Straßen am Platz
Die am Platz befindlichen Straßen wurden als Contrescarpe benannt, die Straße, die gegenüber (contre) dem Wall liegt, heißt Bischofsnadel (acus episcopi) nach einem Durchlass als Bischofstor von 1274 in der Stadtmauer für den Bischof und die Geistlichen: seit 2014 wurde Bürgermeisterin-Mevissen-Weg nach der Politikerin (SPD)Annemarie Mevissen benannt, der Richtweg von 1839 als kürzeste Richtung von der Kohlhökerstraße zur Auf der Brake, die Rembertistraße nach dem Erzbischof Rimbert (830–888), Fedelhören nach dem Gewässer Widel (1159), der Imre-Nagy-Weg nach dem ungarischen Regierungschef Imre Nagy, der nach dem Volksaufstand 1956 im Jahr 1958 hingerichtet wurde, sowie die Kohlhökerstraße nach den Gemüsebauern, die dort ihre Ware im Kleinhandel verkauften („Hökerer“).

## Geschichte

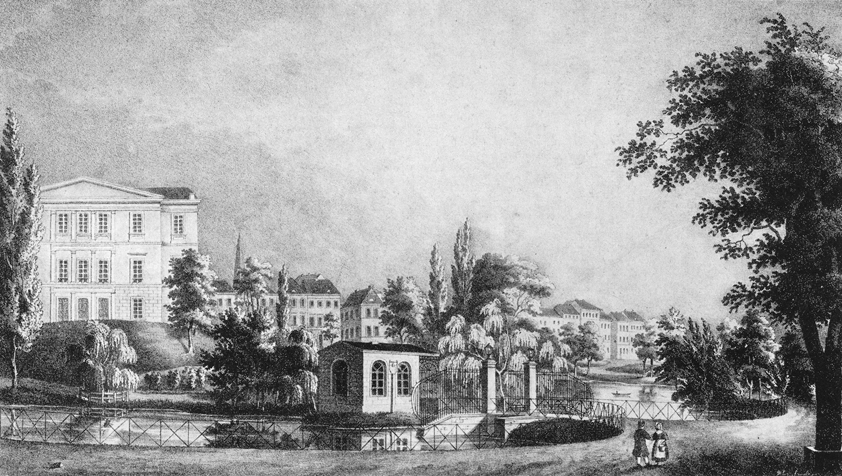
1852: Bischofsnadel-Bastion; Blick vom Platz Richtung Wachhaus und ehem. Stadttheater

Als die Bremer Stadtmauer entstand, gab es für den Dombezirk einen eigenen Durchlass, der 1274 erstmals erwähnt wurde. Mit dem Ausbau des Befestigungssystems am Anfang des 16. Jahrhunderts mit Bastionen und abknickenden Wällen führte ein Weg, die Bischofsnadel, über den Stadtgraben zum Contrescarpe und der Bischofsnadelbastion. 1802/03 wurden die Wälle abgetragen. 
1838 entstand an der Bischofsnadel nach Plänen von Friedrich Moritz Stamm das klassizistische, erhaltene Wachhaus und davor eine platzähnliche Fläche an der Nordseite der Bremer Wallanlagen. Im 19. Jahrhundert bauten die Bremer seit 1803 Häuser am Contrescarpe und die Bahnhofsvorstadt entwickelte sich schnell nach um 1870. Die Kriegszerstörungen im Zweiten Weltkrieg hielten sich hier in Grenzen. 
Das prägende frühere amerikanische Generalkonsulat steht seit 1954 am Platz. Der Neubau des Staatsarchivs Bremen kam 1968 hinzu. 1993 fand der Städtebaulicher Ideenwettbewerb zum Präsident-Kennedy-Platz statt. Durch Veränderungen der Straßenführung entstand danach der heutige (2017) Platz.

## Gebäude beim Platz
- Nr. 1: viergesch. ehemaliges amerikanisches Generalkonsulat in Bremen von 1954 nach Plänen von Skidmore, Owings and Merrill (SOM) (Chicago), heute Sitz der BLG Logistics Group; seit 1994 unter Denkmalschutz.[1]
- Am Staatsarchiv 1: Der Archivturm und das zweigesch. Verwaltungsgebäude des Staatsarchivs Bremen von 1968 nach Plänen von Alfred Meister vom Hochbauamt Bremen steht seit 2008 unter Denkmalschutz.[2]
- Rembertistraße 1A: dreigesch. Bürohaus mit Walmdach von 1846 nach Plänen von Diedrich Christian Rutenberg; unter Denkmalschutz[3] sowie 1-gesch- moderner Ausstellungsanbau
- Contrescarpe 45: siebengesch. Büro- und Geschäftshaus
- Contrescarpe 46: viergesch. Bürohaus
- Richtweg 4: sechsgesch. verputztes Wohn-, Büro- und Geschäftshaus
- Bischofsnadel: eingesch. klassizistisches Wachhaus bzw. Torhaus von 1838 nach Plänen von Friedrich Moritz Stamm; unter Denkmalschutz

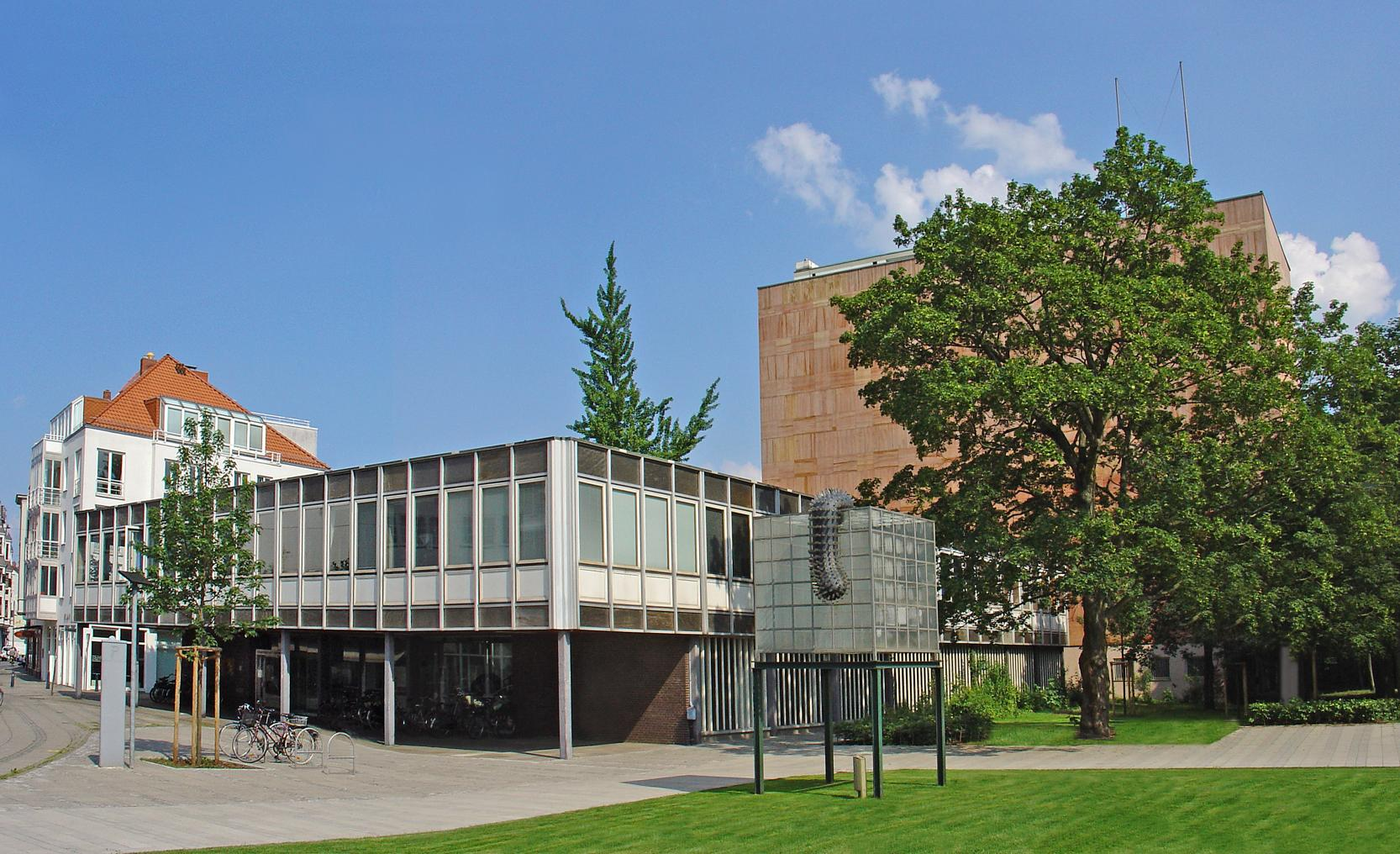
Staatsarchiv
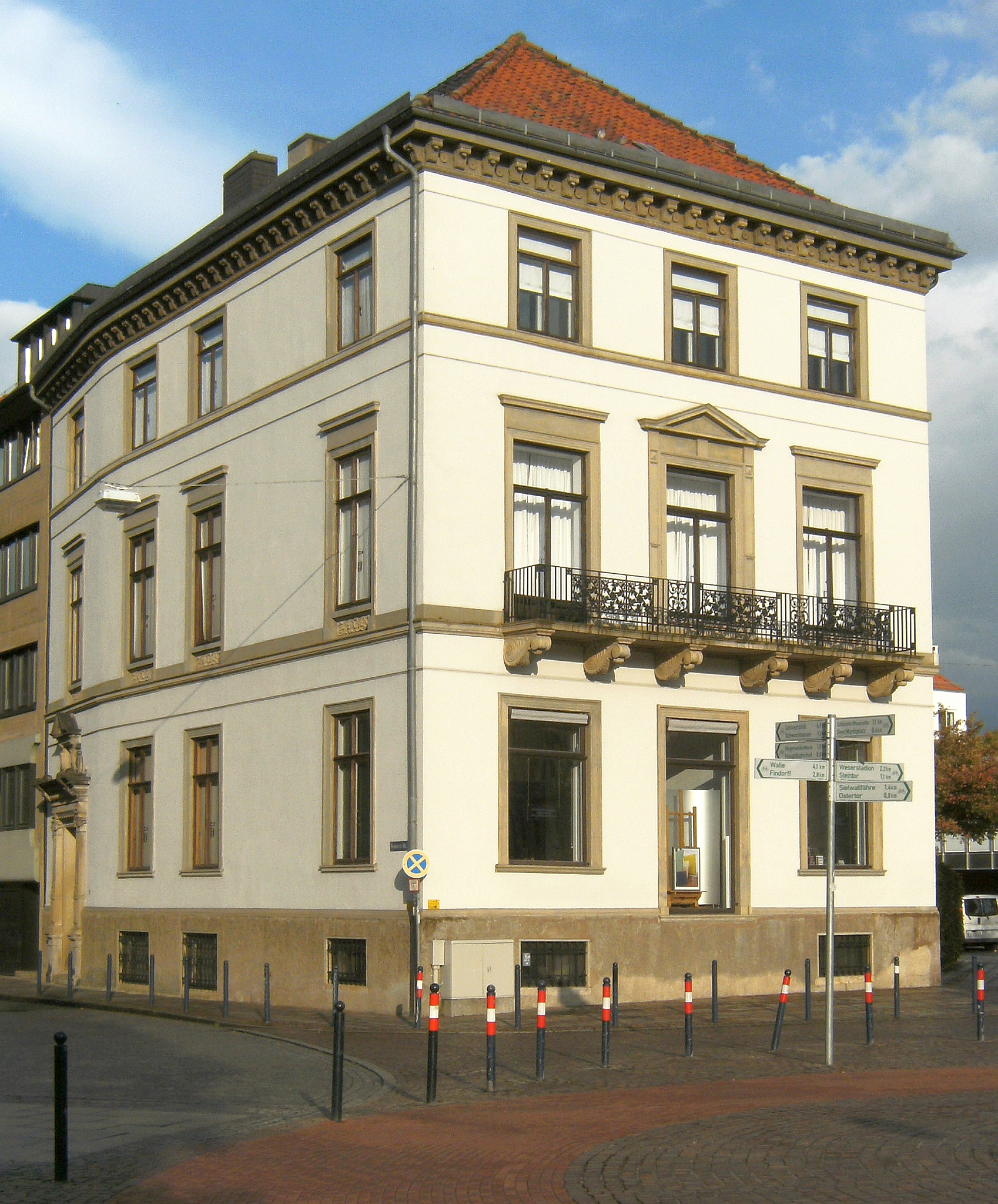
Rembertistr. 1A
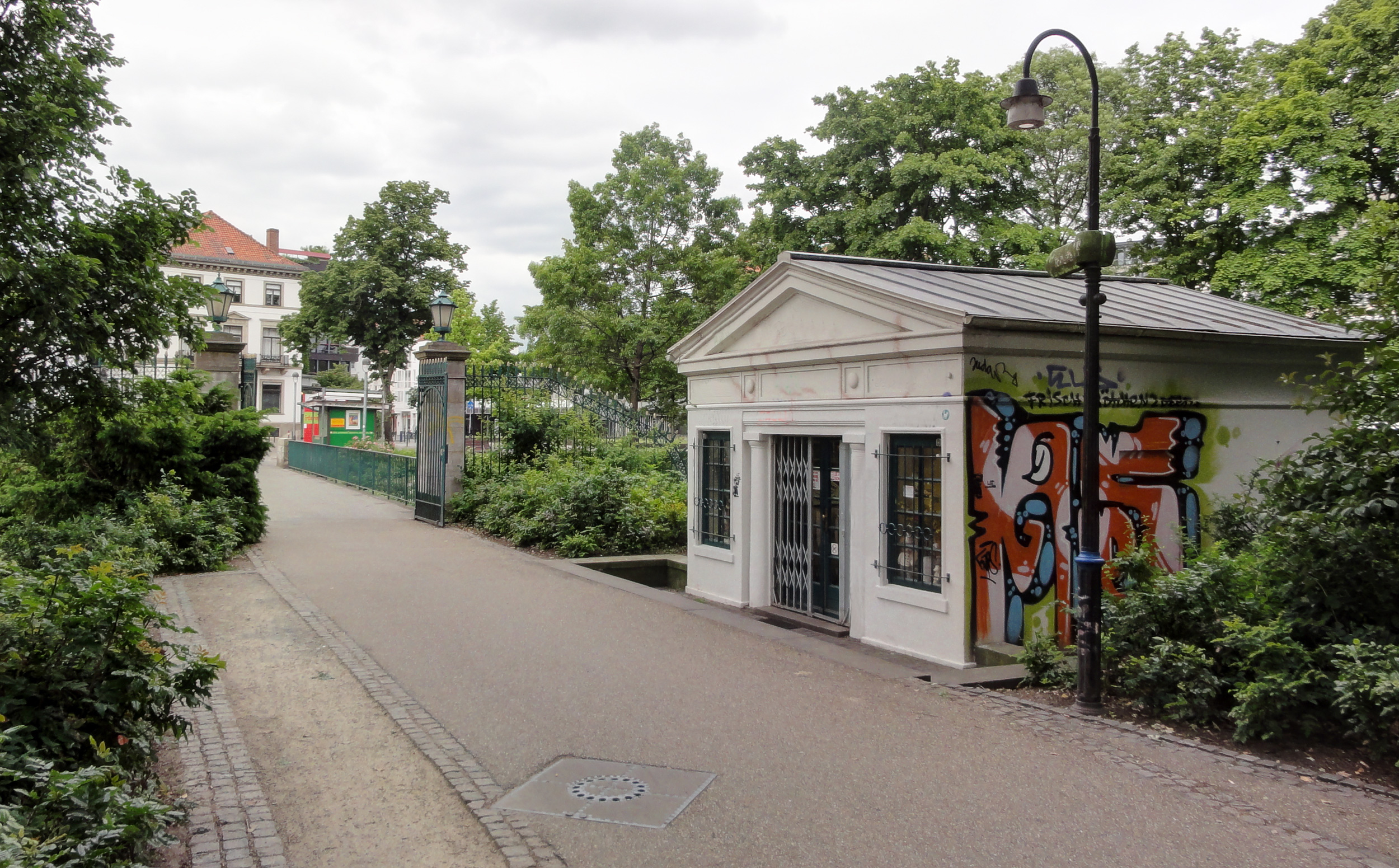
Bischofstor mit Torhaus

### Kunstobjekte
- Skulptur Romari aus Stahl von 1998 vom Bildhauer Robert Schad
- Skulptur Raupe aus Plexiglas,  Stahl, Schaumstoff und Polyester sowie Beleuchtungskörper aus Acrylglas von 1974 von Bernd Uiberall[4]
- Skulptur Agamemnon aus Bronze von 2009 von Waldemar Otto zur Ehrung des Bremer Unternehmers Egon H. Harms (1927–2006) im Hof der BLG
- Der Rosselenker, Skulpturengruppe aus Bronze von Louis Tuaillon, 1902 am Bischofstor aufgestellt
- Occasion Dramatique, Skulptur von 1960 aus COR-TEN-Stahl von Berto Lardera

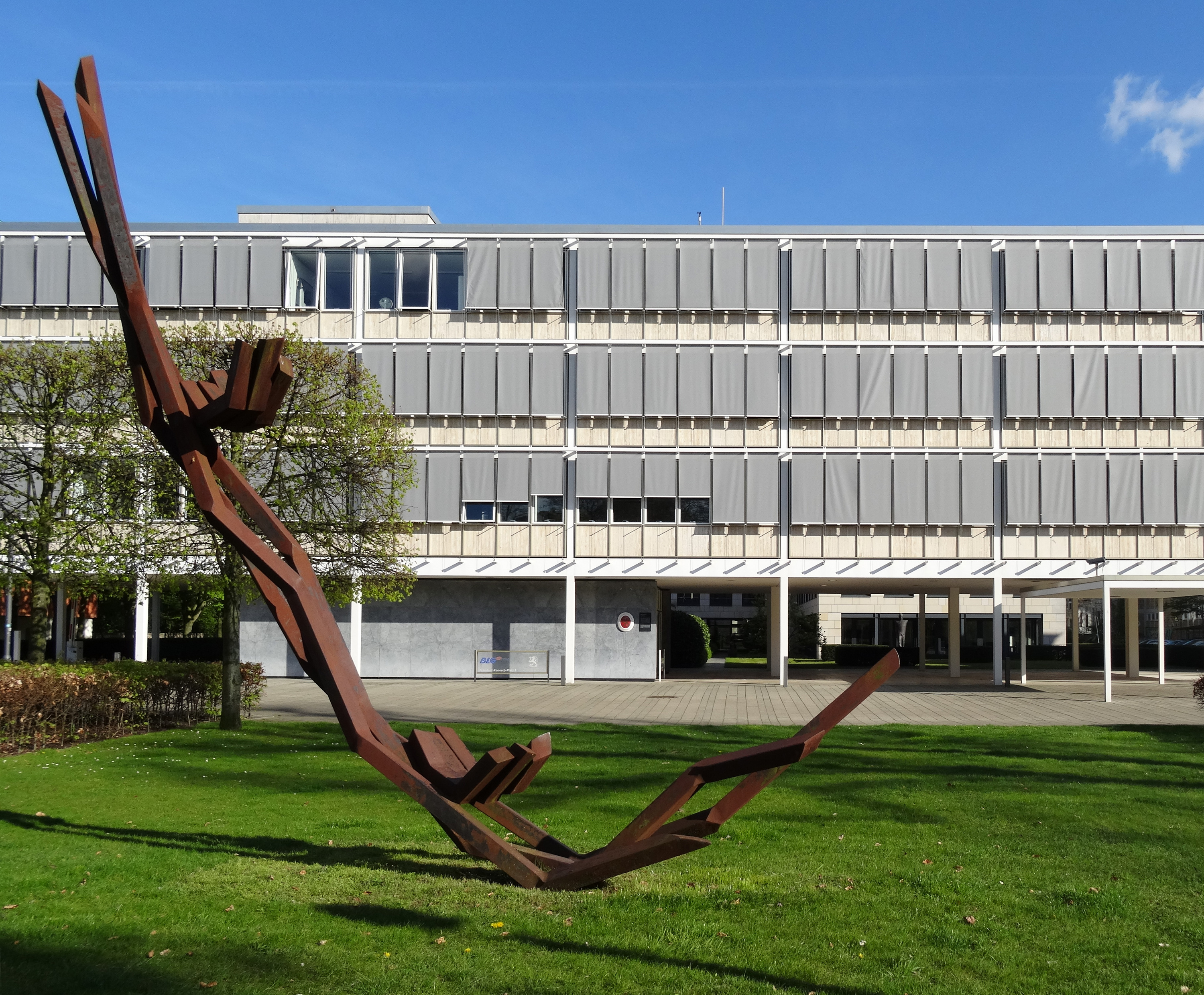
Romari
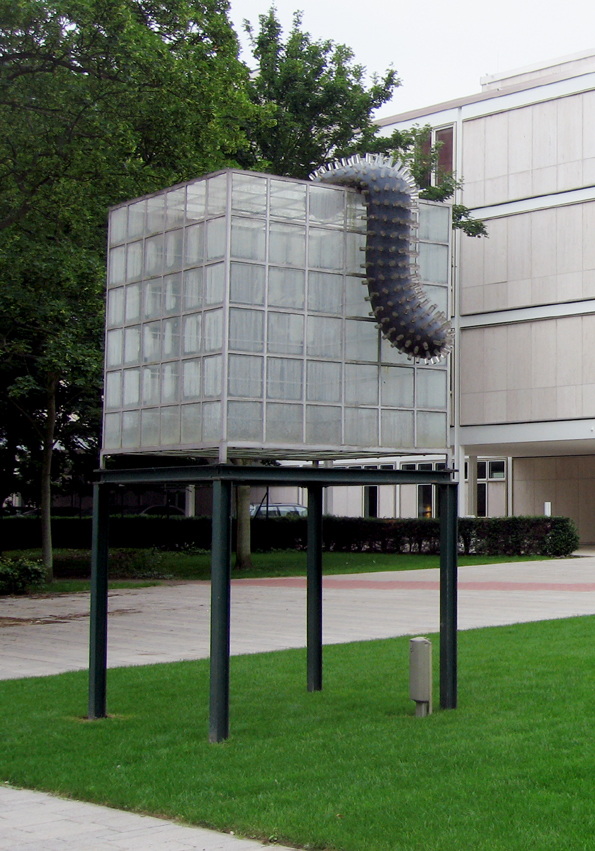
Raupe
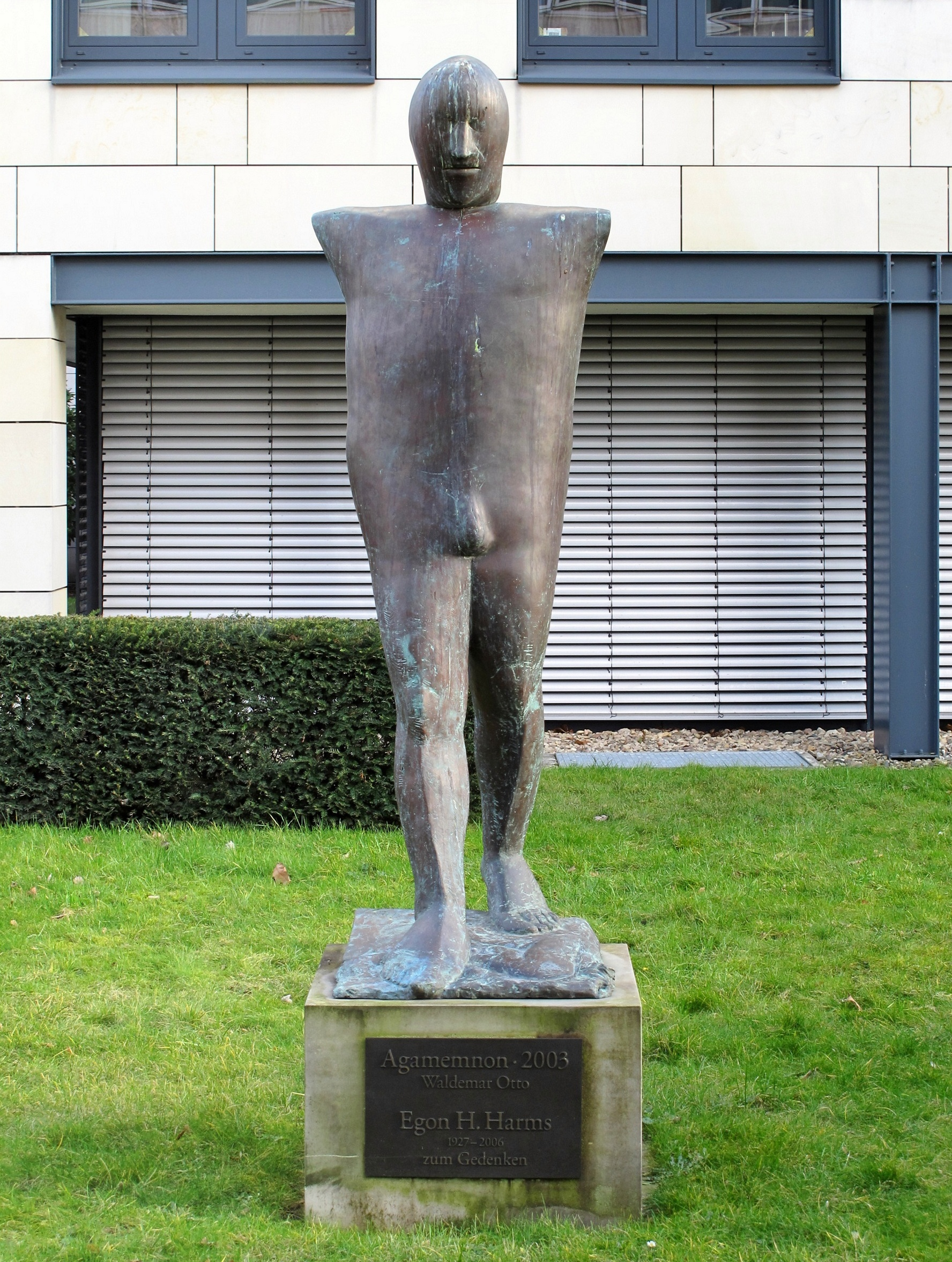
Agamemnon
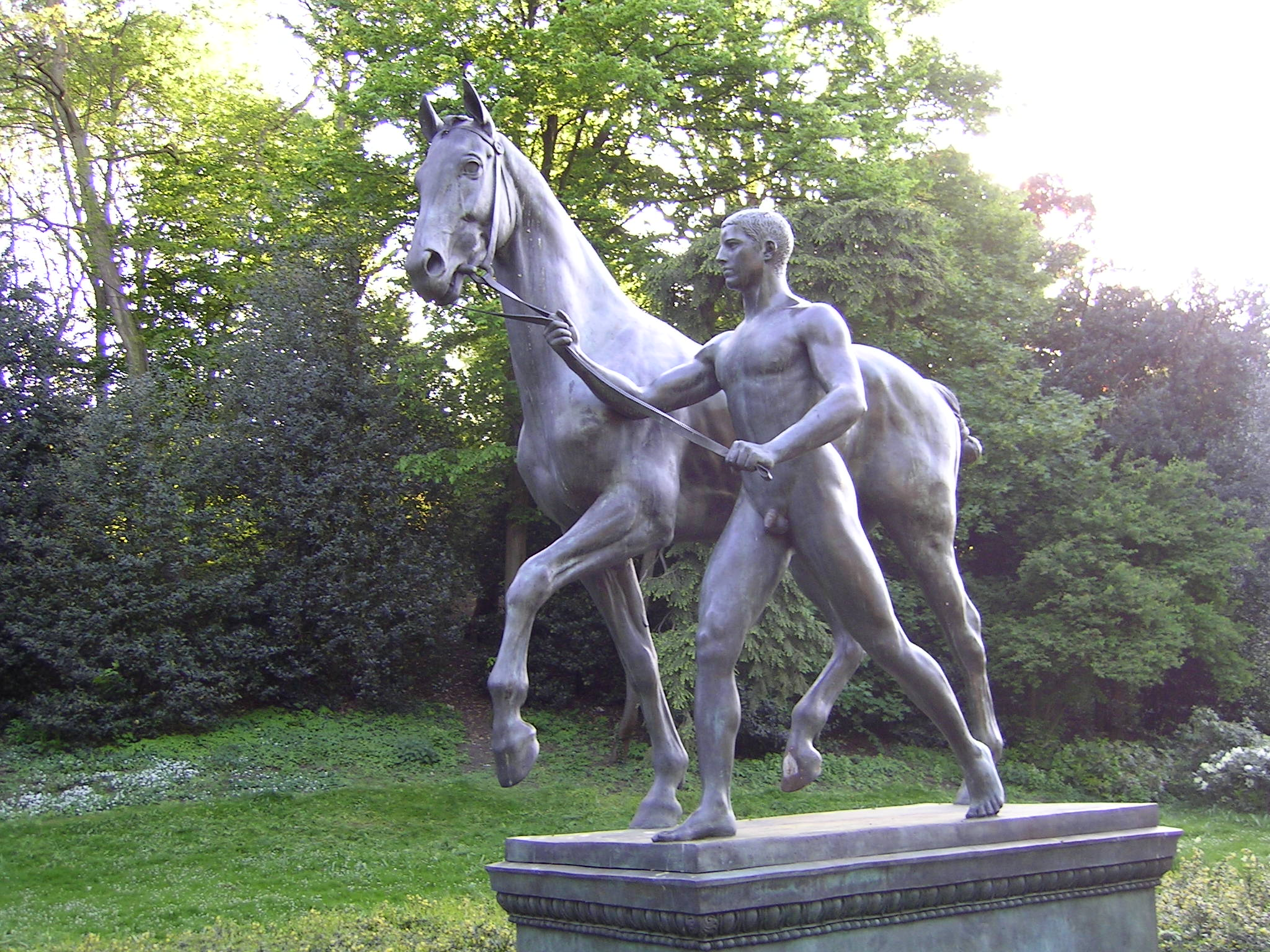
Rosselenker
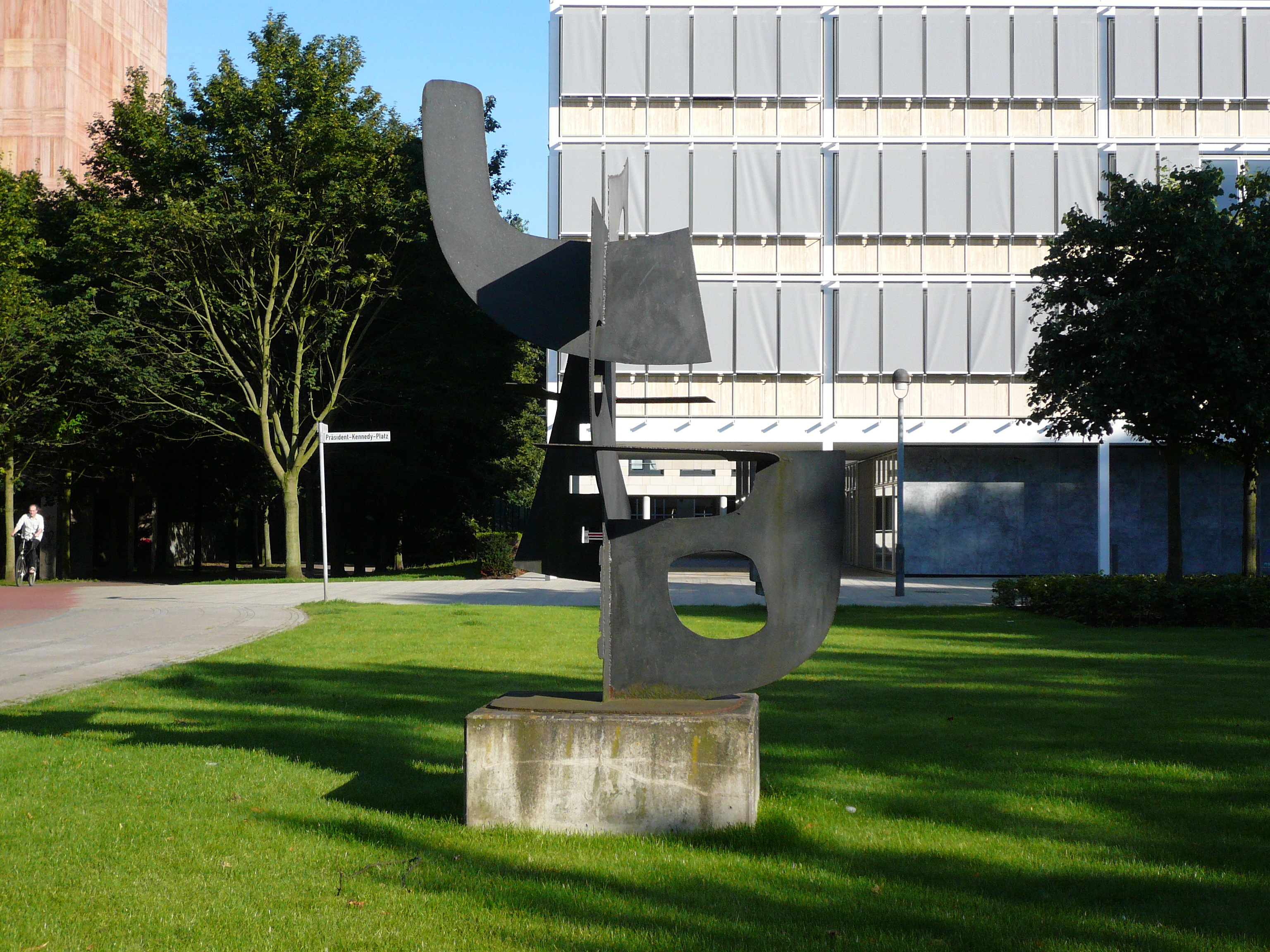
Occasion dramatique